# El pianista (pel·lícula de 2002)
|  | Aquest article tracta sobre la pel·lícula de Roman Polanski de 2002. Vegeu-ne altres significats a «El pianista». |

El pianista (títol original en anglès: The Pianist) és una pel·lícula dramàtica basada en les memòries del músic jueu i polonès Władysław Szpilman, recollides al llibre El pianista del gueto de Varsòvia, escrit per ell mateix i on narra les experiències de la seva vida en temps de guerra. Fou dirigida per Roman Polanski el 2002, i va guanyar la Palma d'Or i l'Òscar al millor director, premis més destacats del seu ampli palmarès. Aquesta pel·lícula ha estat doblada al català.

## Argument
Szpilman, músic jueu-polonès que treballa a la ràdio de Varsòvia com a pianista, veu com tot el seu món s'esfondra amb l'arribada de la Segona Guerra Mundial i la invasió a Polònia.
Després que l'estació de ràdio on estava treballant fos bombardejada, Szpilman arriba a la seva casa per a assabentar-se que Gran Bretanya ha declarat la guerra a Alemanya.
Els anys passen i les condicions de vida per als jueus a Polònia es van deteriorant lentament: tenen un límit en la quantitat de diners per a cada família, estan obligats a dur unes cintes als braços per a identificar-los, i eventualment, el 1941, són col·locats en el Gueto de Varsòvia.
Allà pateixen fam i humiliacions per part dels Nazis, a més de la por a morir i les tortures sempre presents.
En poc temps la majoria dels jueus són reunits i duts a camps de concentració. Szpilman però, té la sort de ser salvat de la tràgica destinació dels camps de concentració per un amic de la família. La resta de la família de Szpilman no té la mateixa sort que ell i, separat dels seus familiars, sobreviu, primer en el gueto com esclau obrer d'unitats de reconstrucció alemanyes i després fora, confiant en l'ajuda d'amics que tenia no-jueus.
Mentre està amagat presència molts dels horrors comesos pels nazis, com pallisses, incendis, matances i l'aixecament dels jueus del Gueto de 1943. Passat un any es torna a provocar un altre aixecament que falla novament, i fa que Varsòvia quedi quasi desocupada i, per tant, Szpilman estigui a punt de morir de malalties o desnutrició.
Un dia buscant menjar aconsegueix trobar una llauna que no pot obrir. Mentre ho intenta un oficial alemany el descobreix, i en assabentar-se que és pianista li fa tocar una cançó. Llavors l'oficial es compadeix d'ell i no només no el delata sinó que li porta menjar regularment. Setmanes després els alemanys són forçats a marxar de Varsòvia, i l'oficial li dona la jaqueta i li promet que l'escoltarà a la ràdio. Aquest abric quasi li suposa la mort, ja que les tropes soviètiques el confonen amb un alemany i li disparen fins que els fa veure que no ho és, i que el porta perquè té fred. En ser alliberat un camp de concentració proper, l'oficial és capturat, i demana a un presoner que contacti amb Szpilman, però quan aquest aconsegueix arribar allà els presoners alemanys ja han estat traslladats.
Szpilman torna a tocar a la ràdio de Varsòvia. A l'última escena interpreta triomfalment la mateixa peça que li va salvar la vida amb l'oficial alemany davant d'una gran audiència.

## Premis i nominacions

### Premis
- 2002: Palma d'Or al Festival de Canes
- 2003: Oscar al millor actor per Adrien Brody
- 2003: Oscar al millor director per Roman Polański
- 2003: Oscar al millor guió adaptat per Ronald Harwood
- 2003: BAFTA a la millor pel·lícula
- 2003: BAFTA a la millor direcció per Roman Polański
- 2003: César a la millor pel·lícula
- 2003: César al millor director per Roman Polański
- 2003: César al millor actor per Adrien Brody
- 2003: César a la millor música original per Wojciech Kilar
- 2003: César a la millor fotografia per Pawel Edelman
- 2003: César al millor decorat per Allan Starski
- 2003: César al millor so per Jean-Marie Blondel, Dean Humphreys i Gérard Hardy
- 2003: Goya a la millor pel·lícula europea

### Nominacions
- 2003: Oscar a la millor pel·lícula
- 2003: Oscar a la millor fotografia per Pawel Edelman
- 2003: Oscar al millor vestuari per Anna B. Sheppard
- 2003: Oscar al millor muntatge per Hervé de Luze
- 2003: Globus d'Or a la millor pel·lícula dramàtica
- 2003: Globus d'Or al millor actor dramàtic per Adrien Brody
- 2003: BAFTA al millor actor per Adrien Brody
- 2003: BAFTA al millor guió adaptat per Ronald Harwood
- 2003: BAFTA a la millor música per Wojciech Kilar
- 2003: BAFTA a la millor fotografia per Pawel Edelman
- 2003: BAFTA al millor so per Jean-Marie Blondel, Dean Humphreys i Gérard Hardy
- 2003: César al millor guió original o adaptació per Ronald Harwood
- 2003: César al millor muntatge per Hervé de Luze
- 2003: César al millor vestuari per Anna B. Sheppard

## Crítica
- "Un retrat de l'infern tan demoledor, que no et deixa ni tremolar (…) Puntuació: ★★★½ (sobre 4)"[4]

- "L'Holocaust ha estat protagonista de moltes pel·lícules. 'The Pianist' és una de les grans (...) L'enfocament subjectiu de Polanski ens arrossega progressivament cap a l'horror"[5]

- "Una de les molt escasses pel·lícules de no ficció sobre la vida i mort dels jueus en l'època nazi que pot ser considerada definitiva"[3]